# Francisco Aldegunde Dorrego
Francisco Aldegunde Dorrego OFM (* 12. März 1896 in Corgo, Provinz Lugo; † 16. Oktober 1983) war ein spanischer Ordensgeistlicher und römisch-katholischer Erzbischof von Tanger.

## Leben
Francisco Aldegunde Dorrego empfing am 23. Juli 1922 das Sakrament der Priesterweihe für die Ordensgemeinschaft der Franziskaner.
Am 6. Februar 1947 wurde er zum Titularbischof von Fussala und zum Koadjutor des Apostolischen Vikars von Marokko ernannt. Die Bischofsweihe spendete ihm am 2. März desselben Jahres der Kardinalbischof von Velletri, Clemente Kardinal Micara; Mitkonsekratoren waren der Apostolische Vikar von Ägypten, Bischof Igino Nuti OFM, und der emeritierte Bischof von Apuania, Cristoforo Terzi OFM.
Nach dem Tod von Bischof José María Betanzos y Hormaechevarría OFM am 27. Dezember 1948 folgte er diesem als Apostolischer Vikar von Marokko nach. Mit der Erhebung des Apostolischen Vikariats Marokko zum immediaten Erzbistum Tanger am 14. November 1956 durch Papst Pius XII. wurde Bischof Francisco Aldegunde Dorrego zum Erzbischof von Tanger. Dieses Amt bekleidete er bis zu seiner Emeritierung am 17. Dezember 1973.
Zwischen 1962 und 1965 nahm Erzbischof Francisco Aldegunde Dorrego als Konzilsvater an allen vier Sitzungsperioden des Zweiten Vatikanischen Konzils teil.